# Ploutev

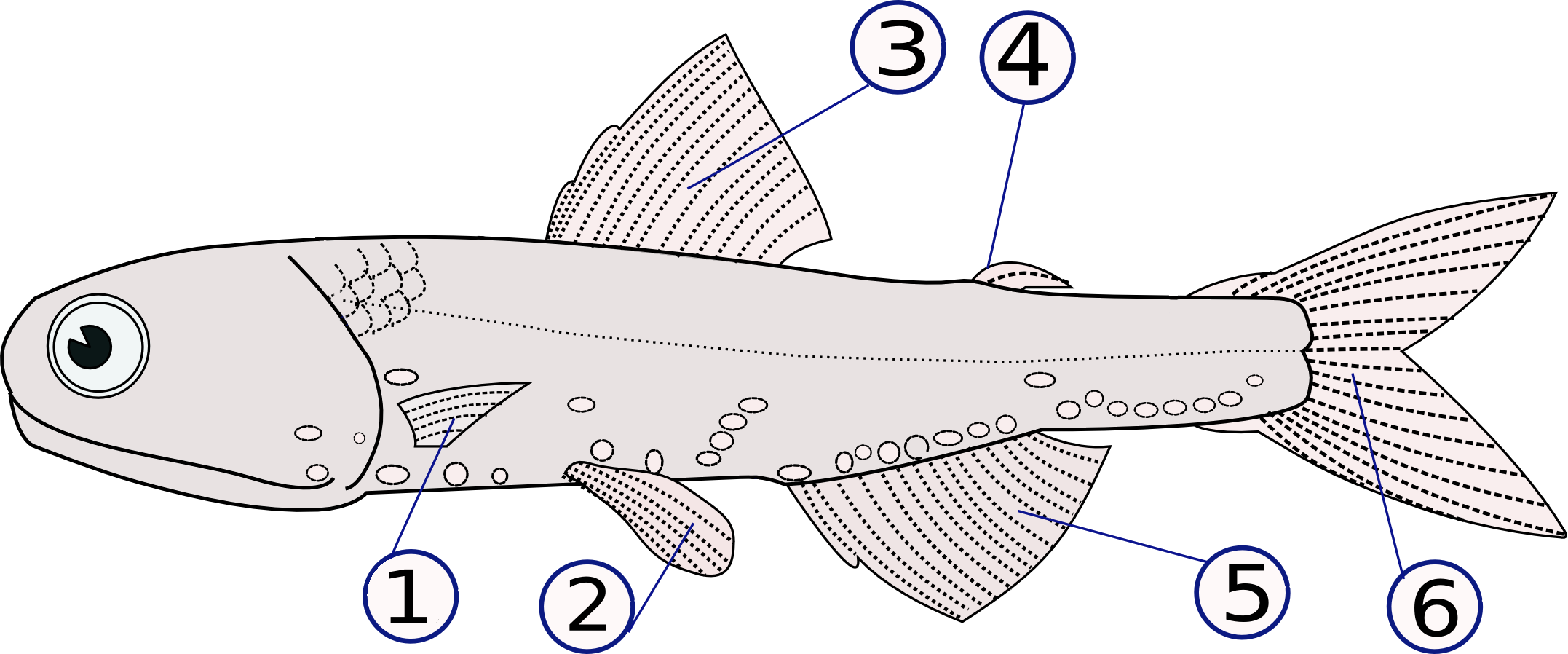
Ploutve lampovníka šelfového z řádu hlubinovky:
(1) prsní ploutev, (2) břišní ploutev, (3) hřbetní ploutev, (4) tuková ploutvička, (5) řitní ploutev, (6) ocasní ploutev.

Ploutve jsou orgány vodních obratlovců, zejména paryb a ryb (sekundárně také některých vodních plazů a savců), jejichž primární funkcí je zajišťovat pohyb, stabilitu a manévrování ve vodě. Zatímco u paryb a ryb se jedná o primitivní končetiny, jejichž plocha je vyztužena vazivovými nebo kostěnými paprsky, u savců mají párové ploutve kostru typickou pro končetinu čtyřnožců, neboť vznikly přizpůsobením končetin vodnímu prostředí.
Ploutve rybovitých obratlovců nesou název podle svého typického umístění na těle živočicha. Dělí se na párové (prsní a břišní) a evolučně starší nepárové (hřbetní, řitní a ocasní). U různých skupin ryb došlo k modifikacím, vymizení nebo i zmnožení různých ploutví. Homologické párovým ploutvím ryb jsou i končetiny suchozemských čtyřnožců, které mají podobnou vnitřní stavbu jako ploutve tetrapodomorfních svaloploutvých ryb. 

## Ploutve rybovitých obratlovců

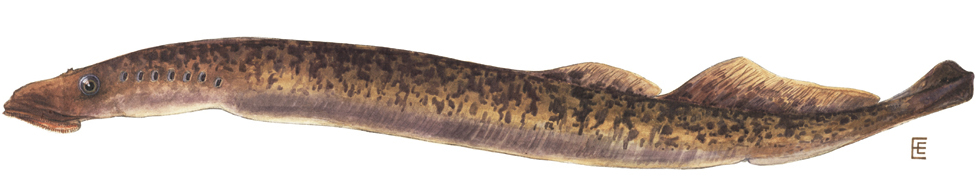
Dospělá mihule má ploutevní lem rozdělený na dvě hřbetní ploutve a protocerkní ocasní ploutev

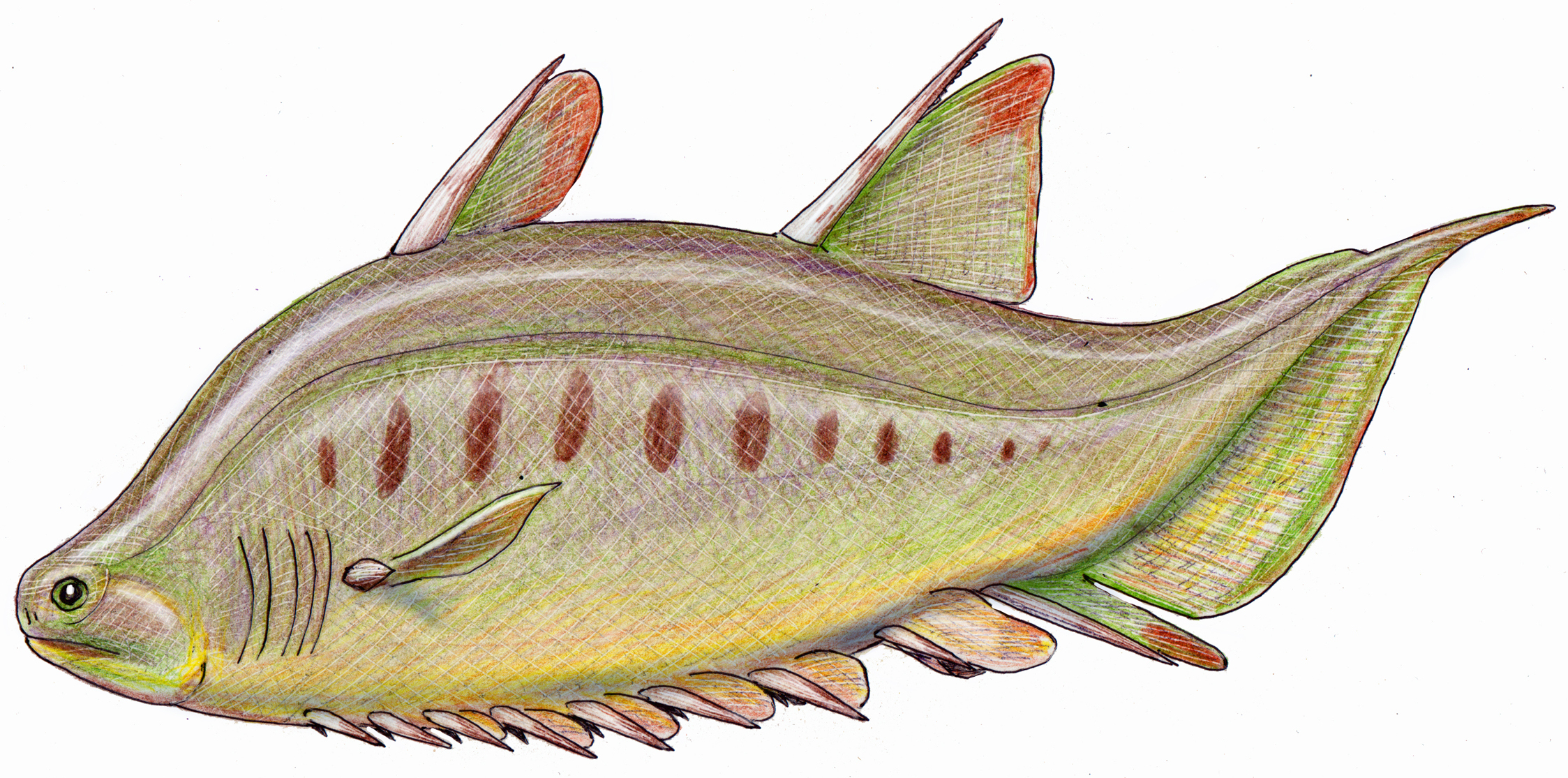
Trnoploutví měli heterocerkní ocasní ploutev a na břiše často řadu vmezeřených párových ploutví

### Původ a stavba ploutví
Ploutve jsou formou končetin u vodních obratlovců. Lze rozlišit dva jejich základní typy: ploutve nepárové a párové. Nepárové ploutve (hřbetní, řitní a ocasní) hrají důležitou roli při pohybu, neboť se na ně přenáší vlnění těla. Zásadní roli má v tomto ohledu ocasní ploutev. Ploutve párové (prsní a břišní) měly původně roli spíše stabilizační a získávaly čím dál větší podíl na provádění manévrů ve vodním prostředí. Nepárové ploutve jsou evolučně starší a mají svůj prapůvod v ploutevním lemu, který nacházíme třeba již u kopinatců nebo larev pláštěnců. Jeho rozpadem vznikly jednotlivé ploutve. Podobně i párové ploutve, které se plně rozvíjejí až u čelistnatců, patrně vznikly rozpadem tzv. metapleur, rozdvojeného lemu nebo valu podél břicha; metapleury lze opět pozorovat u kopinatců. Tuto tzv. metapleurovou teorii podporuje např. přítomnost mnoha vmezeřených párových ploutviček mezi prsními a břišními ploutvemi u vyhynulých trnoploutvých. Párovým ploutvím vodních čelistnatců odpovídají hrudní a pánevní končetiny suchozemských obratlovců (nohy), jde o homologické orgány.

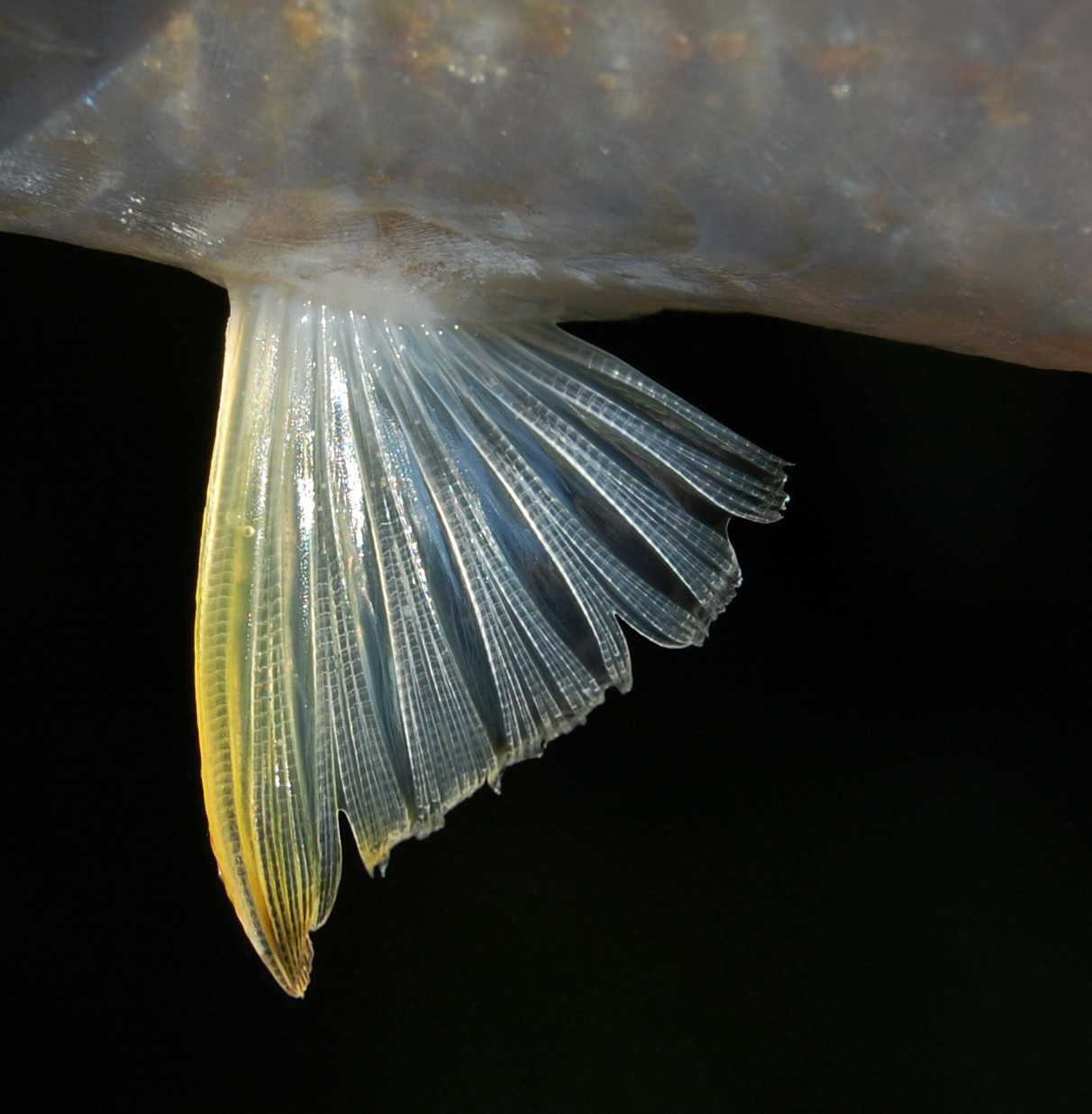
Břišní ploutev palanga (Mystacoleucus) se zřetelně větvenými a článkovanými měkkými paprsky

Ploutve v nejjednodušším uspořádání nacházíme u kruhoústých: sliznatky mají jen jednoduchý ploutevní lem v ocasní části těla vyztužený tuhými flexibilními („rohovitými“) paprsky. U mihulí je již lem v dospělosti rozdělen a jsou vytvořeny dvě hřbetní ploutve. Jejich oporné paprsky jsou navíc vybaveny svalovinou, která umožňuje ploutvemi jemněji manipulovat. Plná sestava ploutví včetně ploutví párových se objevuje u čelistnatců. Jejich plocha je i u nich vyztužena paprsky. Ty jsou u paryb a bahníků z materiálu připomínajícího vlastnostmi rohovinu (tzv. keratotrichia), u ostatních čelistnatců s kostní tkání jsou kostěné, odvozené ze splynulých řad šupin (lepidotrichia). Na lepidotrichia mohou na okraji ploutve navazovat ještě aktinotrichia patrně homologická keratotrichiím paryb. Hlavním stavebním materiálem keratotrichií i aktinotrichí je kolagen, nikoli rohovina, jak je uváděno v některých zdrojích. Ploutevní paprsky ryb (tedy lepidotrichia) mohou být měkké (většinou nezaostřené, článkované, často větvené a s levou a pravou polovinou) nebo tvrdé (často zaostřené v pevné trny, nevětvené a celistvé). Tvrdé paprsky jsou typické pro přední hřbetní ploutev např. okounovitých a dalších ryb. Počet a typ paprsků v ploutvích je důležitým rozpoznávacím znakem ryb.

### Ocasní ploutev a její varianty

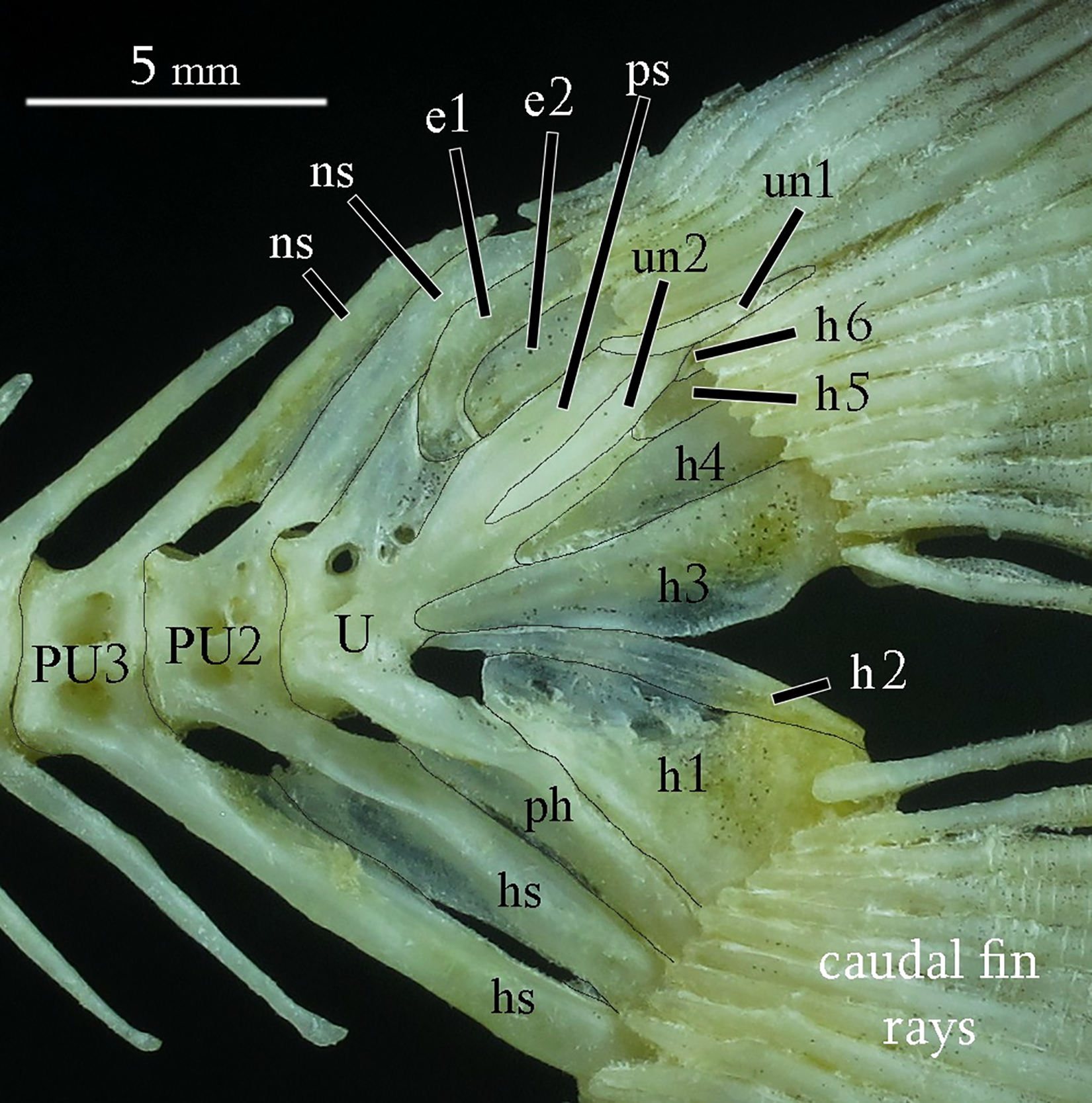
Pro skelet homocerkní ploutve je typický nahoru vychýlený konec páteře (U, ps) a paprsky navazující na hypuralia (h1–h6).

Nejdůležitější ploutví čelistnatců je ocasní ploutev (pinna caudalis) zodpovědná za dopředný pohyb těla. Primitivní nediferencovaná ocasní ploutev (resp. ocasní lem) kruhoústých vyvinutá kolem rovné ocasní páteře se označuje jako protocerkní.
U čelistnatců měla ocasní ploutev původně heterocerkní podobu, tj. její horní lalok byl dominantní a podpíral jej konec páteře. Dolní lalok byl vyztužen jen paprsky. Typickou heterocerkní ploutev dnes nacházíme např. u většiny paryb nebo jeseterů.
Zkracováním horního laloku heterocerkní ploutve došlo ke vzniku homocerkní ploutve, která je z vnějšku symetrická (její horní ani dolní lalok již není podpořen páteří, ale pouze paprsky), z hlediska vnitřní stavby (především co se skeletu týče) však zůstává mírně asymetrická: nejzadnější konec páteře je vytočen vzhůru a paprsky ocasní ploutve tak de facto navazují hlavně na modifikované hemální (spodní) oblouky (tzv. hypuralia) ocasních obratlů. Hypuralia jsou tedy původně součástí spodní strany páteře, i když díky zahnutí jejího konce směrem vzhůru míří hypuralia i vzad až šikmo nahoru. Homocerkní ocasní ploutev je typická pro většinu paprskoploutvých ryb. Jakýmsi přechodem mezi heterocerkní a homocerkní ploutví je např. silně zkrácená heterocerkní ploutev mnohokostnatých.
 

Ocasní ploutev, která je symetrická i z hlediska vnitřní stavby, se označuje jako difycerkní. Ilustrací tohoto stavu jsou např. recentní linie svaloploutvých ryb nebo bichiři. Na rozdíl od protocerkní ploutve jde o sekundární stav (difycerkní ploutev je odvozena od ploutve heterocerkní, případně homocerkní). Vzácným typem ocasní ploutve je ploutev, jejíž spodní lalok je vyztužen páteří. Nacházela se u některých primitivních fosilních obratlovců a paralelně i u některých vyhynulých mořských plazů.

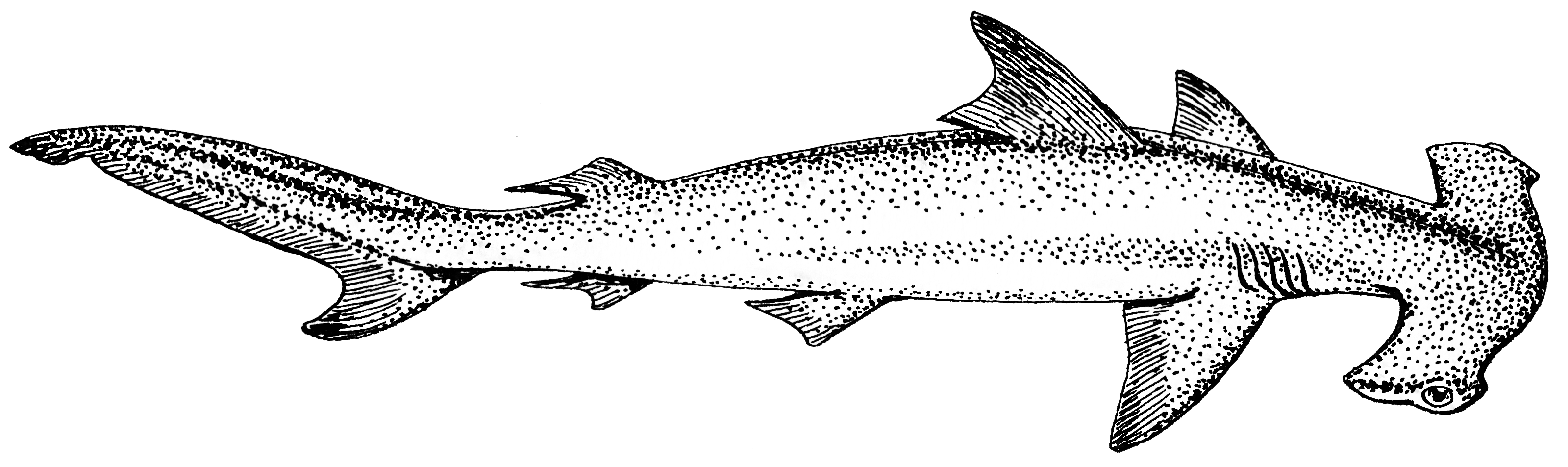
Pro žraloky je typická heterocerkní ocasní ploutev a dvě hřbetní ploutve.
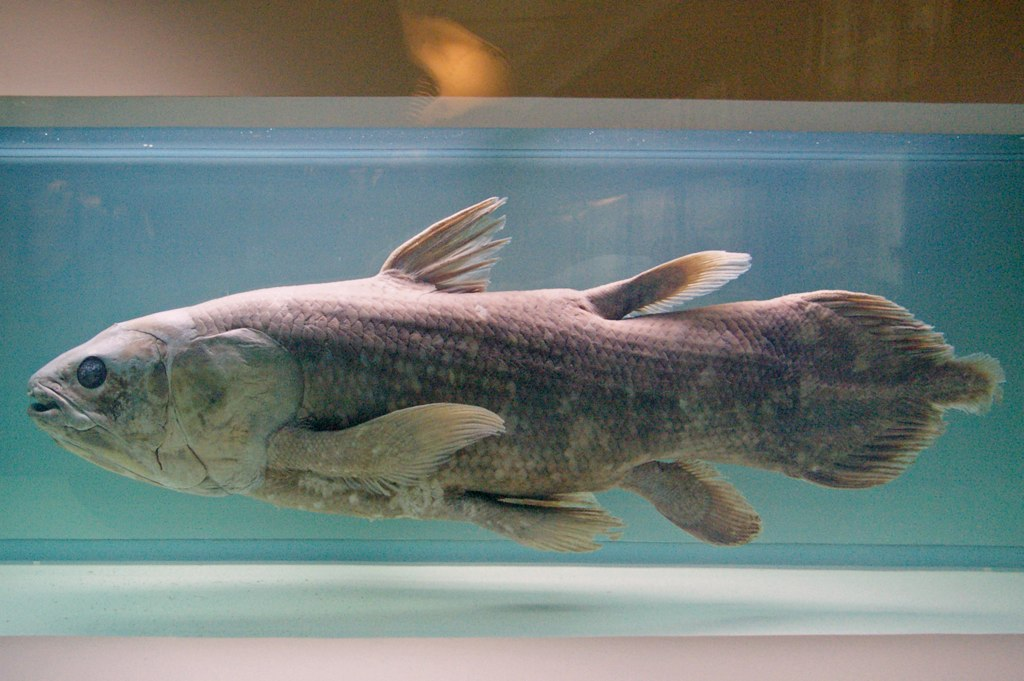
Latimérie má většinu ploutví s masitými násadci, dvě hřbetní ploutve a difycerkní ocasní ploutev
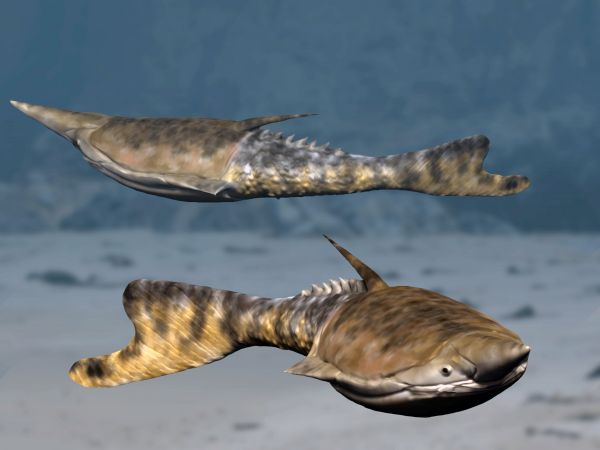
Larnovaspis měl hypocerkní ocasní ploutev, postranní kýl a hřbetní trn.

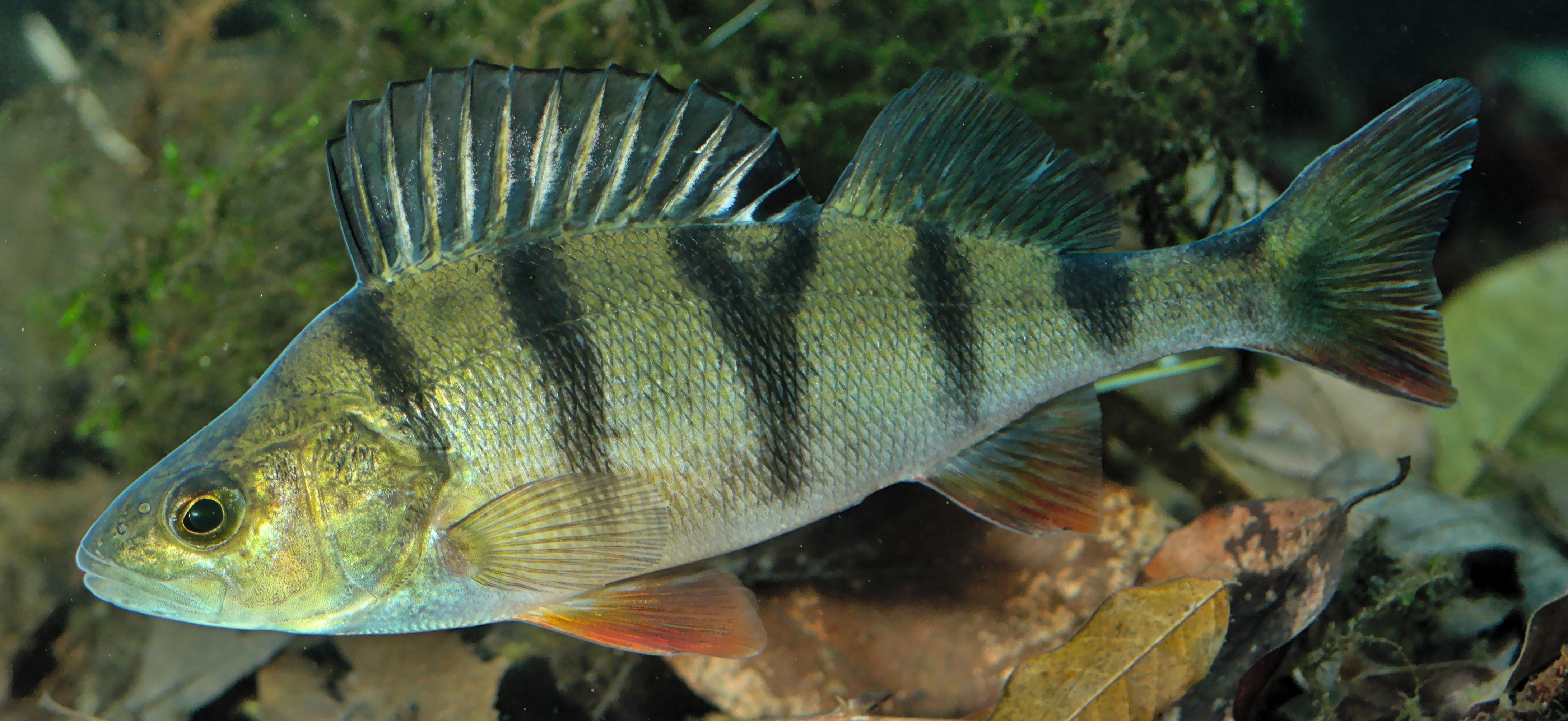
Okoun říční má dvě hřbetní ploutve, přední je vyzbrojena ostrými tvrdými paprsky; břišní ploutve jsou posunuty daleko dopředu.

### Hřbetní a řitní ploutev

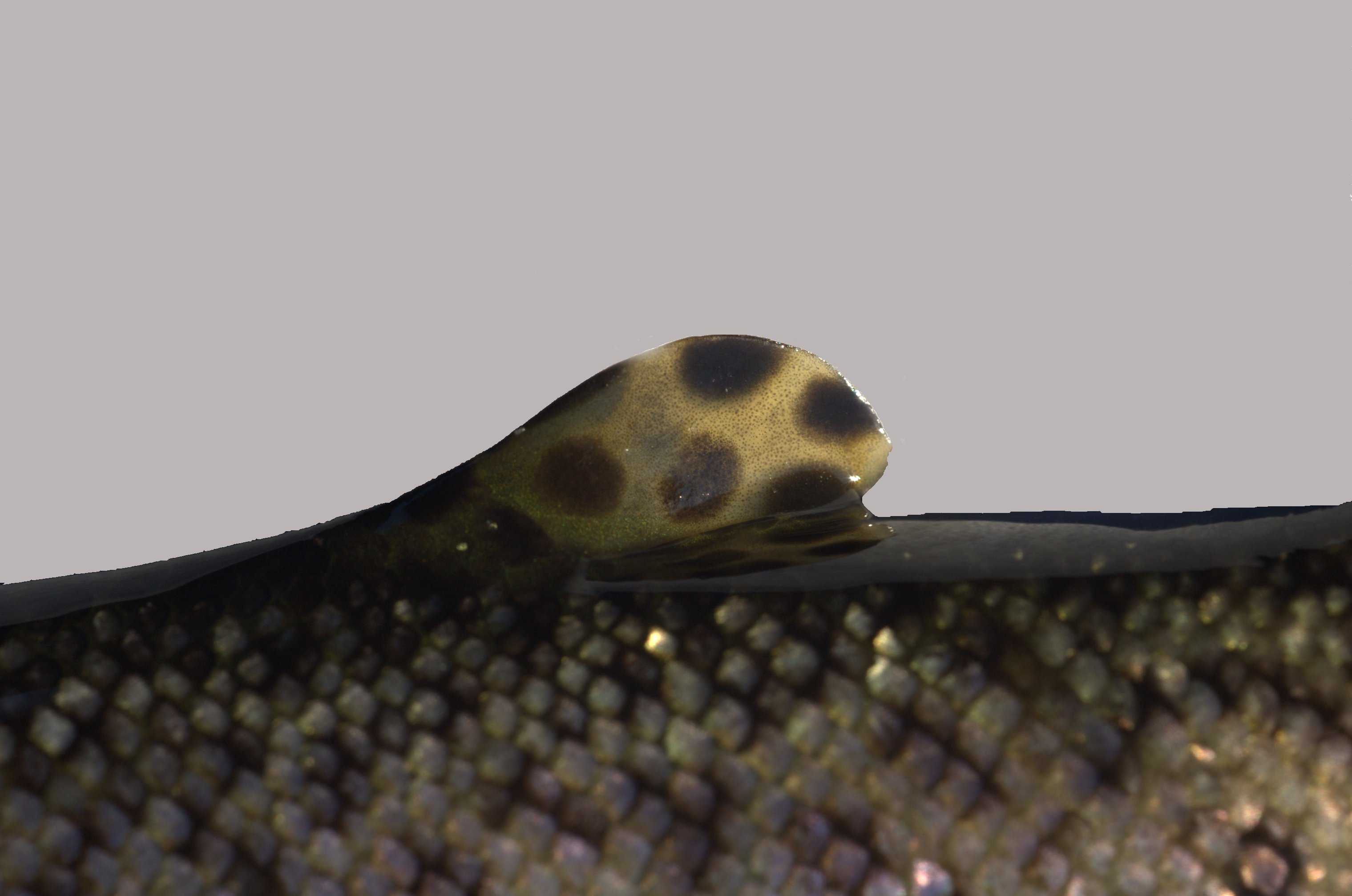
Tuková ploutvička pstruha duhového

Kromě ocasní ploutve patří k nepárovým ploutvím ještě ploutev řitní (pinna analis) lokalizovaná za řitním otvorem a ploutev hřbetní (pinna dorsalis), která je relativně často zdvojená. Dvě hřbetní ploutve jsou typické pro paryby, fosilní trnoploutvé, vyhynulé zástupce svaloploutvých a sekundárně i pro mnohé pokročilé kostnaté ryby, např. ostnoploutvé (ať už je tento řád pojat v úzkém či širokém taxonomickém smyslu). Řitní a hřbetní ploutev čelistnatců je opět vyztužena paprsky, které v trupu navazují na tzv. vnitřní paprsky (pterygiofory), které u paryb dosahují až k výběžkům obratlů.
Za hřbetní ploutví bývá někdy vyvinuta tzv. tuková ploutvička, ačkoli jen vzácně obsahuje tuk. Nebývá vybavena kostěnými paprsky, spíš jen rohovinovými keratotrichii. Její funkce je nejasná. Nachází se např. u lososovitých, teter, většiny sumců aj.

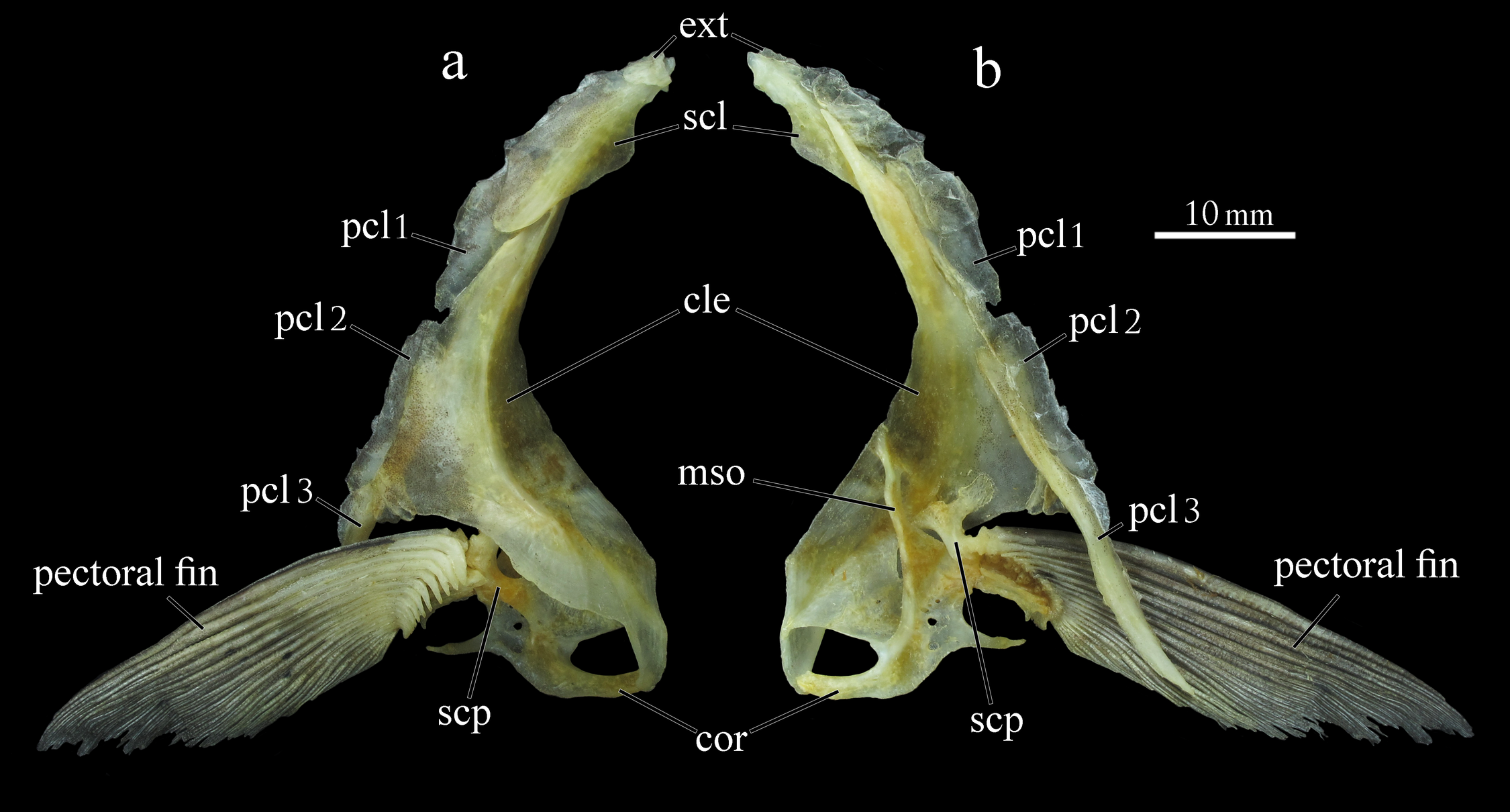
V pletenci prsních ploutví dominuje kleitrum (cle), důležitou roli mají lopatka (scp) a krkavčí kost (cor)

### Prsní ploutve
Párové ploutve (i z nich odvozené nohy čtyřnožců) jsou k tělu připojeny prostřednictvím pletenců. Prsní ploutve (sg. pinna pectoralis) se upínají na zadní okraj skřelového skeletu, původně na tzv. skapulokorakoid (což je kostní element homologický lopatce a krkavčí kosti) připojený k výraznému kleitru (cleithrum). Součástí pletence je u ryb a jejich suchozemských potomků také klíční kost (clavicula). Kleitrum je u čtyřnožců zakrnělé. Skelet volné prsní ploutve je původně tvořen dvěma řadami pterygoforů: řada navazující na pletenec se označuje jako bazália, odlehlejší řada jako radiália. Na radiália navazují ploutevní paprsky. Skupina svaloploutvých je definována mj. tím, že s pletencem se kloubí jediný pterygiofor (jediné bazále – humerus), navíc jsou jejich párové ploutve na bázi masité, osvalené. U paprskoploutvých se s pletencem kloubí pterygoforů vždy víc, většinou jde o radiália, neboť bazália u nich s výjimkou starobylých linií vymizela. Prsní ploutve se v evoluci obratlovců objevily dříve než břišní: byli jimi vzácně vybaveni již někteří bezčelistní obratlovci, u zástupců skupiny Osteostraci již byly opatřeny skeletem a svalovinou, jejich prekurzor (boční kýl) se nacházel u anaspidů. Kromě primárně stabilizační role se prsní ploutve mohou významnou měrou podílet i na pohybu. 

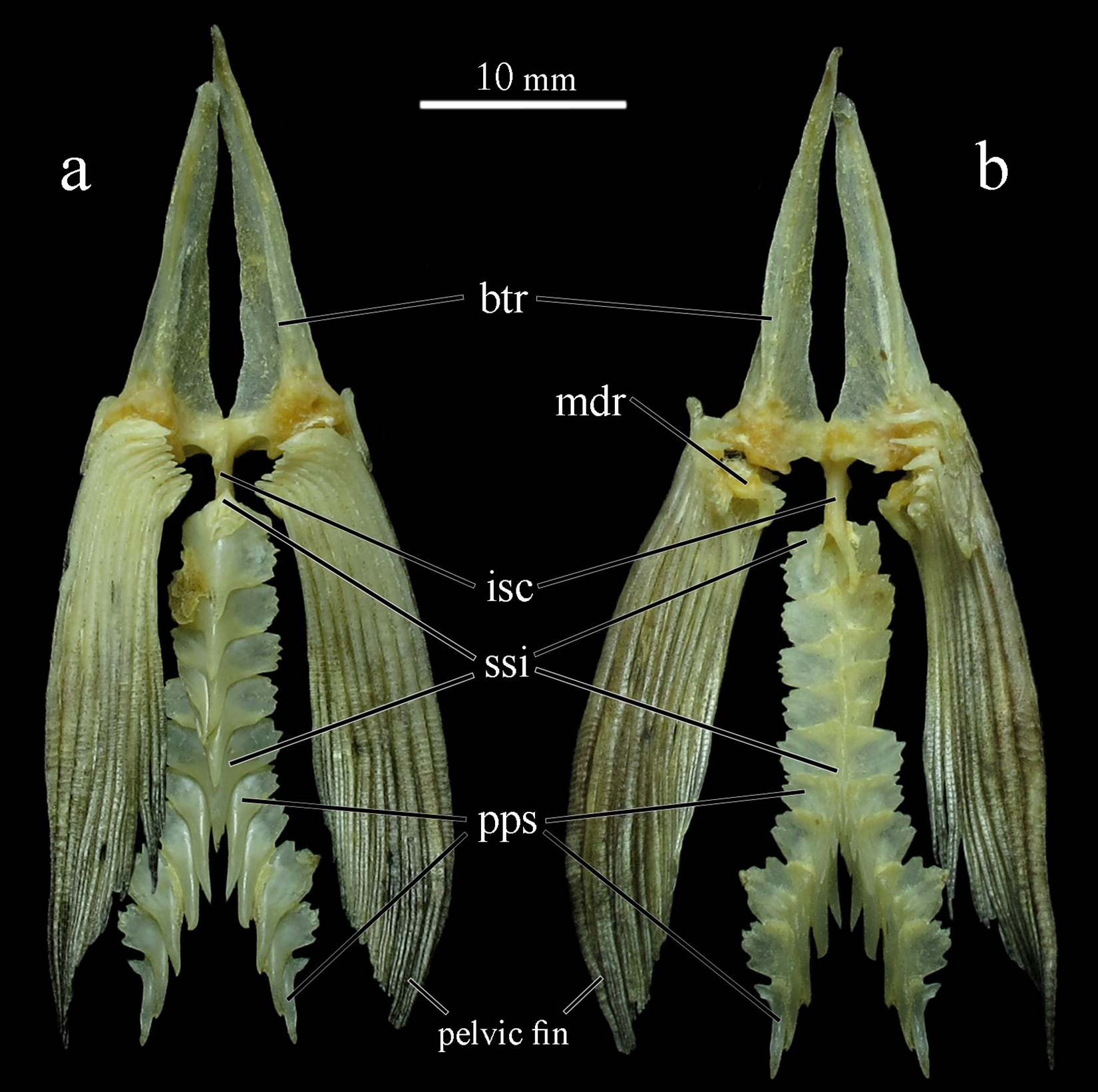
Skelet břišních ploutví uchycený na basipterygium (btr)

### Břišní ploutve
Podobně jako ploutve prsní, i ty břišní (sg. pinna ventralis) jsou napojeny na pletenec, tvořený u ryb jen malou kostí zvanou basipterygium, která není napojena na osový skelet. (Teprve u čtyřnožců zmohutní a napojí se coby trojdílná párová pánevní kost na křížovou část páteře.) U paryb má tato ploutev podobnou stavbu jako ploutev prsní: na základní řadu bazálií (jsou jen dvě) navazují radiália a paprsky. U drtivé většiny recentních ryb (s výjimkou bichirů a svaloploutvých) však bazália i radiália zanikla a na pletenec se napojují přímo paprsky.

### Modifikace sestavy ploutví
Základní sestava ploutví je u různých skupin ryb nejrůznějším způsobem modifikována. Ploutve mohou být posunuty mimo svou typickou oblast, např. břišní ploutve jsou u mnoha pokročilých kostnatých ryb (např. ostnoploutvých) posunuty daleko dopředu, někdy až na hrdlo, před prsní ploutve, a mohou být napojeny na pletenec prsní ploutve (např. u hrdloploutvých). Břišní ploutve mohou i vymizet (např. u holobřichých).
Hřbetní ploutev, jak již bylo řečeno, může být jedna nebo dvě, vzácně je ztrojená (např. u tresek) nebo za ní následuje větší množství ploutviček jako u makrelovitých ryb. Podobné ploutvičky u nich následují i za řitní ploutví. Zmnožené hřbetní ploutve mají také bichiři. Někdy se před hřbetní ploutvičkou nacházejí osamocené trny, třeba u koljušek. Hřbetní i řitní ploutev může splynout s ocasní ploutví do souvislého ploutevního lemu, např. u holobřichých. Extrémním příkladem modifikace hřbetní ploutve je přísavka štítovců nebo udicovitě protažený osten ďasů. Hřbetní ploutev může i mizet, např. u nahohřbetých, kde má naopak významný podíl na pohybu protažená řitní ploutev. Řitní ploutev může pomáhat při rozmnožování jako např. u živorodek.
 

Modifikací párových ploutví jsou v posledku i končetiny suchozemských čtyřnožců.

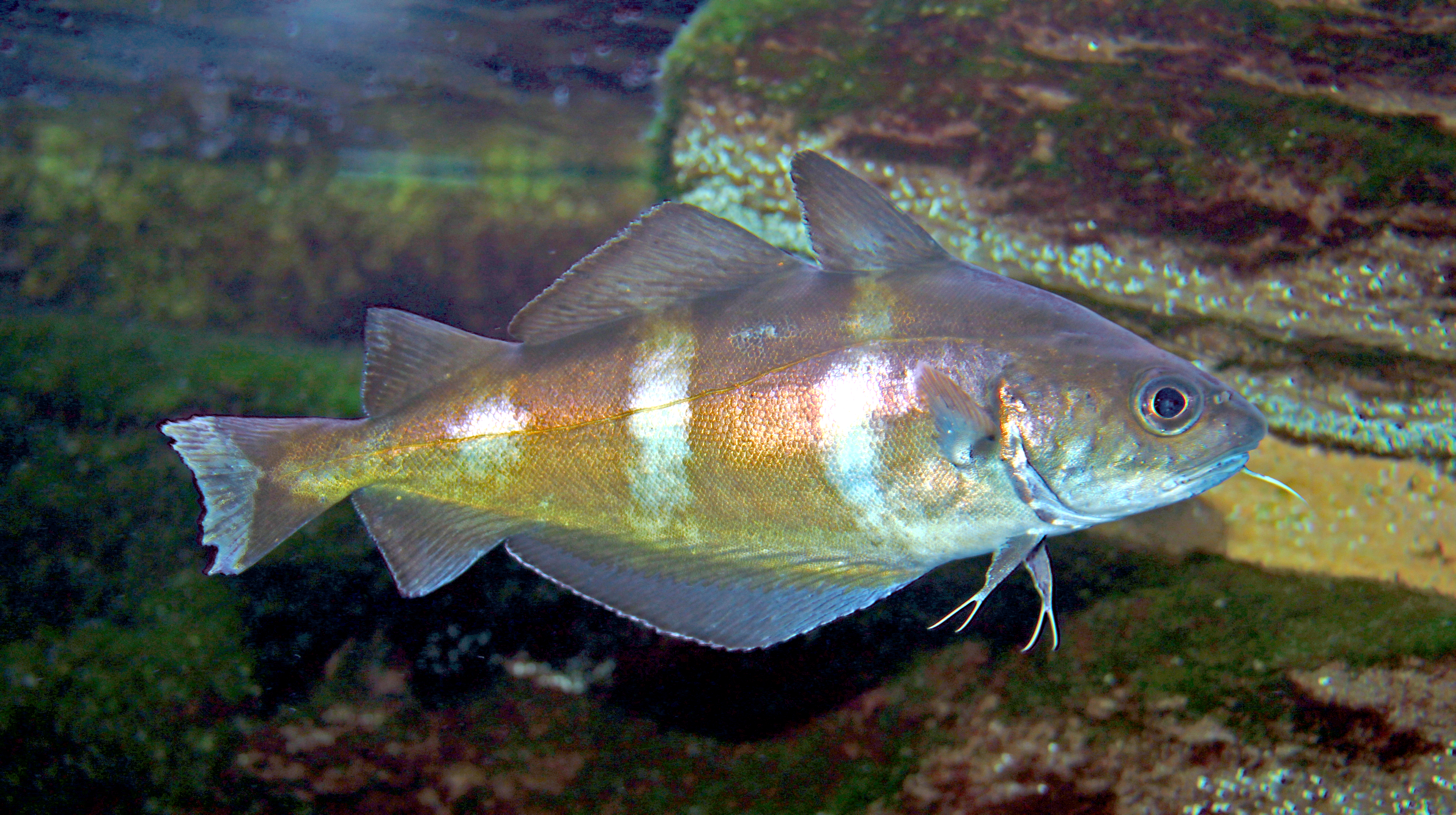
Tresky mají břišní ploutve posunuty až před prsní a mají tři hřbetní a dvě řitní ploutve
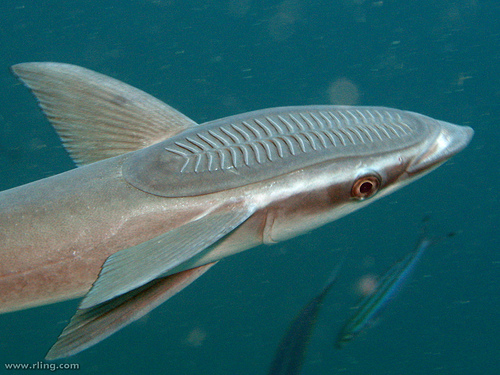
Přísavka štítovce vzniká modifikací přední hřbetní ploutve
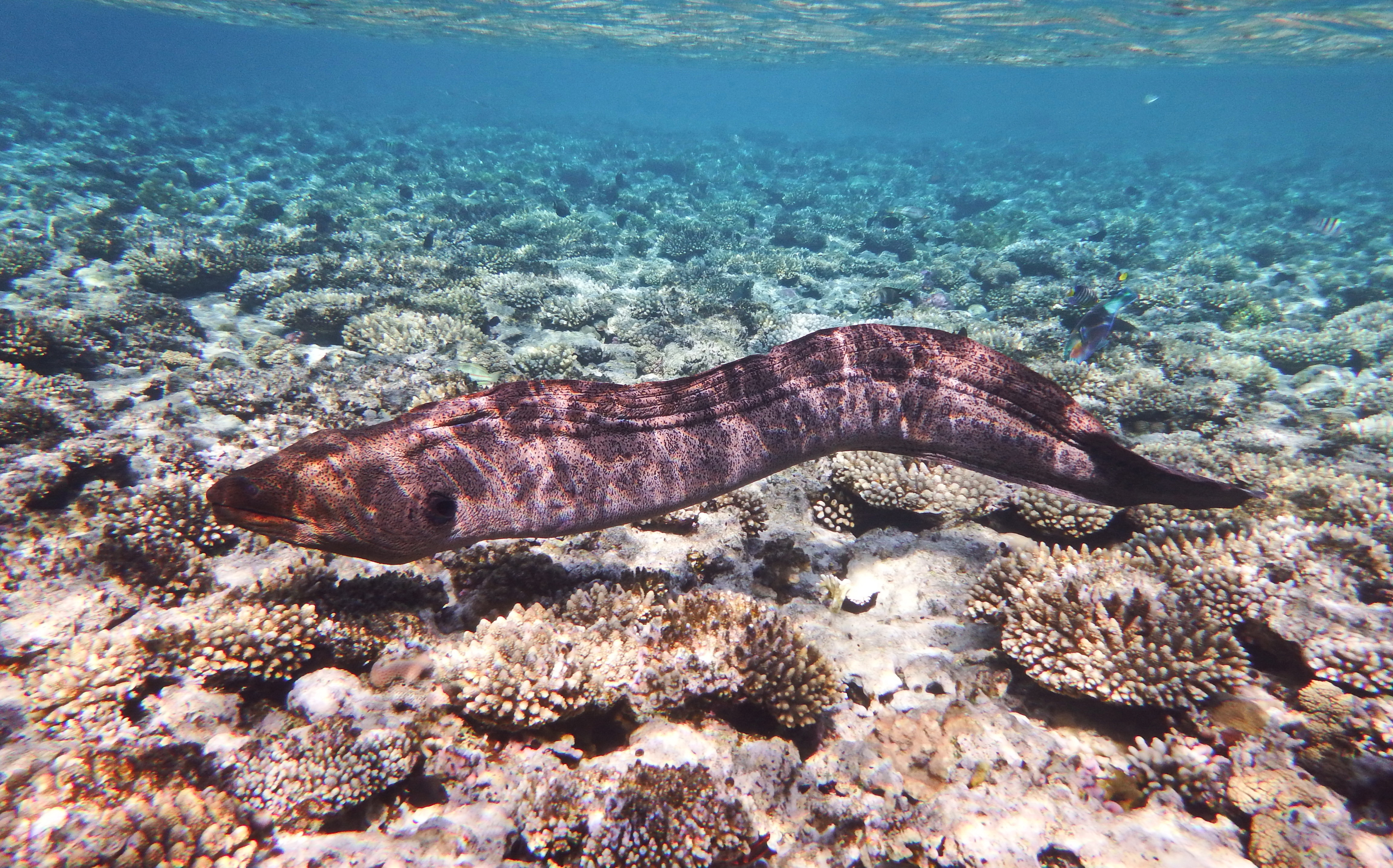
Murény mají souvislý ploutevní lem a chybí jim párové ploutve
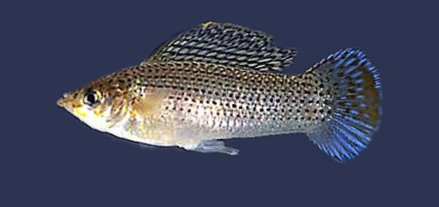
Řitní ploutev samců živorodek je přeměněna v jednoduchý pářicí orgán

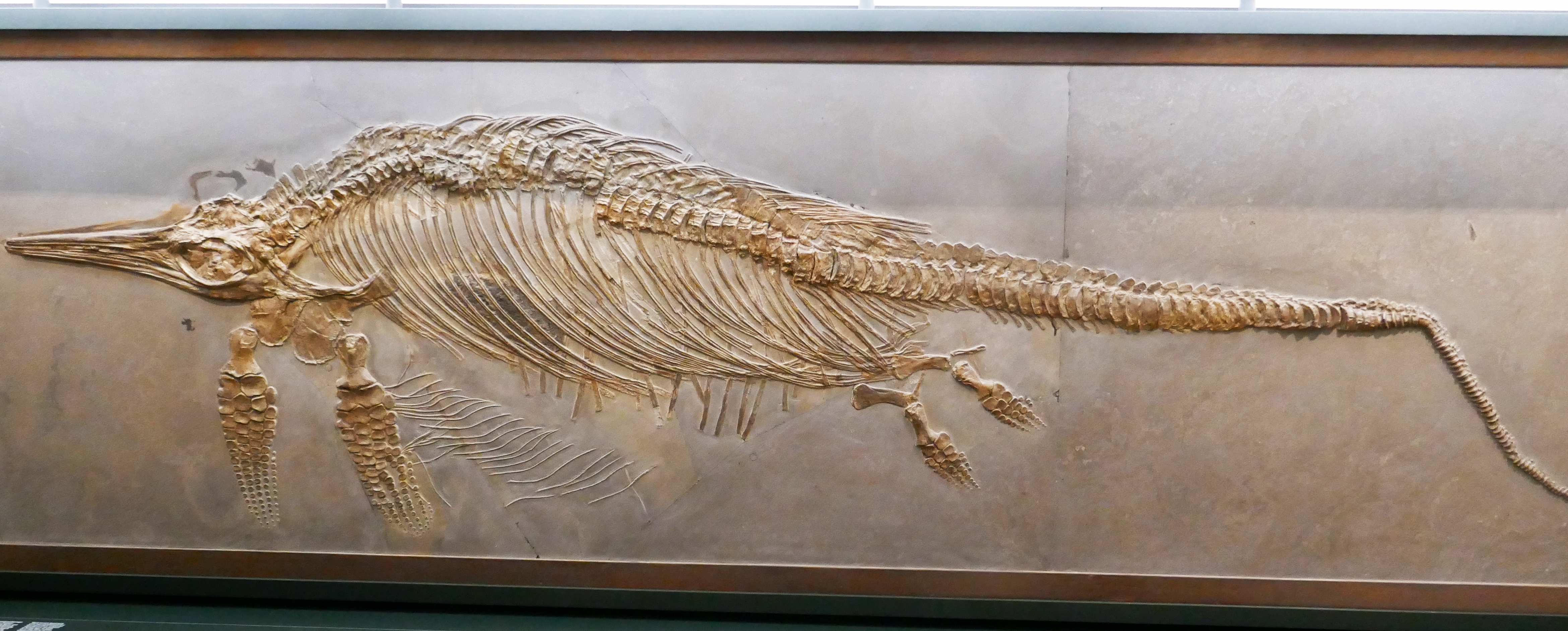
Vyhynulí ichtyosauři měli ploutvovité končetiny a hypocerkní ocasní ploutev

## Ploutve vodních čtyřnožců
Párové ploutve sekundárně vodních čtyřnožců, z nichž nejlépe jsou vodnímu prostředí přizpůsobeni kytovci, jsou přeměněné končetiny, které si ale zachovávají standardní skelet nohy. V případě hrudních ploutví kytovců se tedy na pletenec (lopatku) napojuje pažní kost následovaná kostí vřetenní a loketní, za zápěstními kůstkami a záprstím pak pokračují kosti prstů podpírající podstatnou část ploutve. Prsty mohou mít zvětšený (nebo v případě krajních prstů i snížený) počet článků. Horizontální ocasní ploutev kytovců je kromě uprostřed probíhající ocasní páteře vyztužena vazivem podobně jako ploutev hřbetní.
U pokročilých zástupců druhohorních ichtyosaurů došla proměna nohou zpět v ploutve asi nejdále: pažní a zejména loketní a vřetenní kost (a obdobně i příslušné kosti zadní končetiny) jsou u nich extrémně zkrácené a tvarem jen obtížně rozeznatelné od zápěstních, záprstních a prstních kůstek.

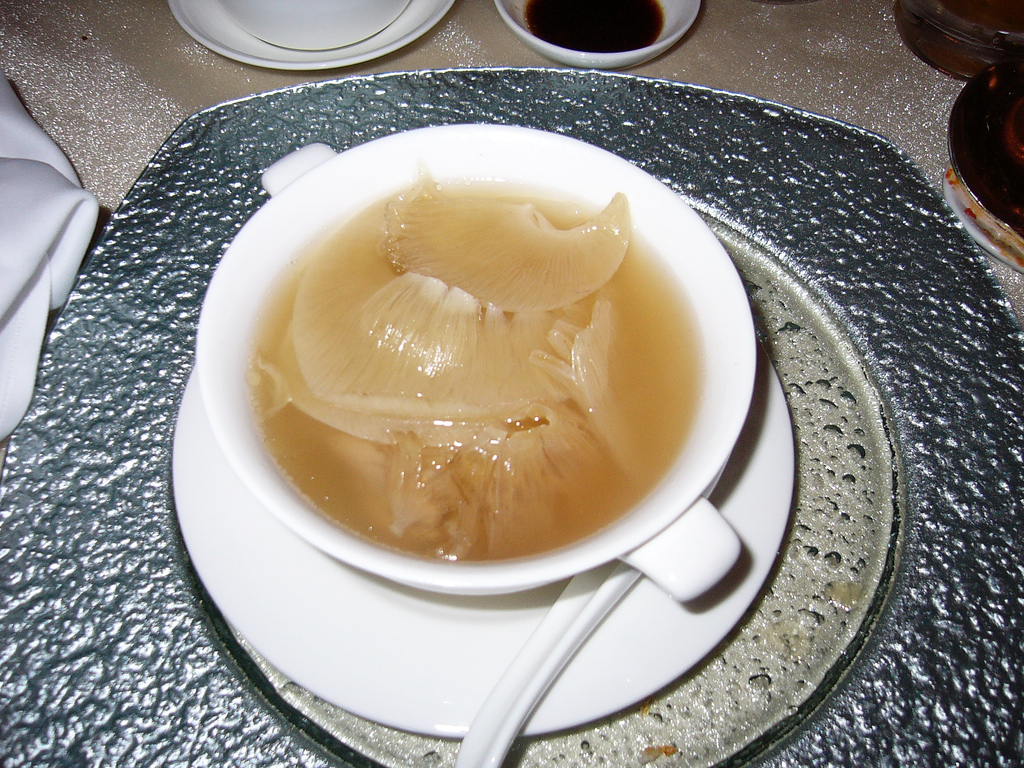
Polévka ze žraločích ploutví je považována za pochoutku, ale poněkud kontroverzní: při získávání surovin dochází k zabíjení, mrzačení a týrání žraloků. V rozvařených ploutvích jsou dobře patrná keratotrichia.